# Paromalus addendus
Paromalus addendus är en skalbaggsart som beskrevs av Schmidt 1896. Paromalus addendus ingår i släktet Paromalus och familjen stumpbaggar. Inga underarter finns listade i Catalogue of Life.